# Somme (affluent de l'Ourthe)
Pour les articles homonymes, voir Somme.
La Somme ou Eau de Somme est un ruisseau de Belgique, affluent de l'Ourthe et faisant donc partie du bassin versant de la Meuse. La Somme se jette dans l'Ourthe à Petit-Han (Durbuy).

## Parcours
Prenant sa source à l'est de Barvaux-Condroz et coulant d'Ouest en Est la rivière traverse les villages de Somal, Somme-Leuze, Petite-Somme avant de se jeter dans l'Ourthe peu avant la ville de Durbuy (rive gauche). 